# YouTube
YouTube (pronunciació AFI [ˈjuːtuːb]) és un lloc web en el qual els usuaris poden penjar i compartir vídeos. Va ser creat per tres extreballadors de PayPal el febrer de 2005. Va ser adquirit per Google Inc. l'octubre de 2006 a canvi de 1.650 milions de dòlars, i ara opera com una de les seves filials. Cada minut s'hi pengen aproximadamanent 300 hores de vídeo. El primer vídeo es va penjar el 23 d'abril de 2005 «Me at the zoo», on es mostra el cofundador Jawed Karim al zoològic de San Diego.
Fins al 2014, YouTube feia servir un reproductor en línia basat en Adobe Flash per mostrar el seu contingut, tot i que també es podia fer servir un reproductor basat en l'estàndard HTML5, que YouTube va incorporar al 2010 després que la W3C el presentés i que és compatible amb els navegadors web més importants. Finalment, al gener de 2015, YouTube va anunciar que utilitzaria el reproductor basat en la tecnologia HTML5 com a reproductor predefinit.
YouTube és força popular gràcies a la possibilitat d'allotjar vídeos personals de manera senzilla. Allotja una varietat de clips de pel·lícules, programes de televisió, vídeos musicals i directes. Malgrat que les normes de YouTube impedeixen pujar vídeos amb drets d'autor, aquest material hi és en abundància, així com continguts amateur com videojocs. Els enllaços a vídeos de YouTube poden ser també inserits en blogs i llocs web personals fent servir API o incrustant-hi codi HTML.
Des del 19 de gener de 2011, YouTube està disponible en català, i es mostra directament en aquesta llengua si és la del navegador, o triant-se manualment a la configuració d'idioma del lloc web. En aquesta data també es va activar el subdomini ca.youtube per a la versió en català.

## Història

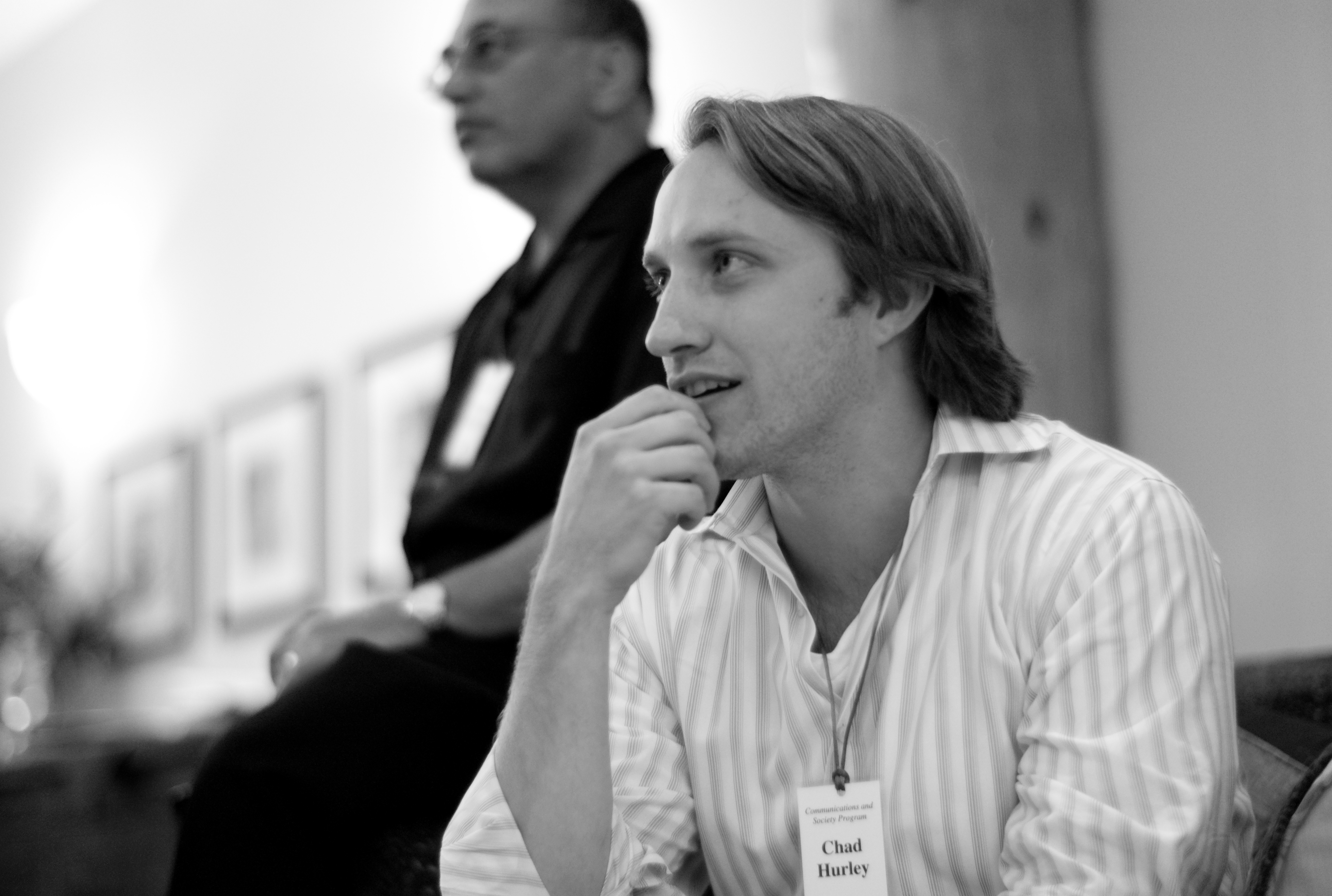
Chad Hurley, un dels tres fundadors de YouTube.

YouTube Inc. va ser creada per Chad Hurley, Steve Chen i Jawed Karim el febrer de 2005 a San Bruno (Califòrnia). Tots ells es van conèixer mútuament quan treballaven a PayPal, Hurley i Karim com a enginyers, i Chen com a dissenyador. Segons Hurley i Chen, la idea de YouTube va sorgir davant les dificultats que van experimentar en intentar compartir vídeos enregistrats durant una festa a San Francisco. Aquesta història ha estat considerada una versió molt simplificada, i Chen ha reconegut que aquesta idea es pot haver promogut per la necessitat de presentar una història senzilla al mercat. Karim ha declarat que la festa mai va existir, i que la idea de compartir vídeos a Internet va ser seva. Els seus companys, en canvi, asseguren que sí que va existir la festa, i que la idea original de Karim era crear una pàgina de cites, on les persones es poguessin qualificar segons els seus vídeos. Karim reconeix haver estat influenciat per un lloc de cites anomenat HotorNot.com ("Sexy o no?"), on els usuaris podien carregar fotografies seves, que llavors eren qualificades per altres usuaris.
El domini va ser activat el 15 de febrer de 2005, i el 23 d'abril s'hi va pujar el primer vídeo, Me at the Zoo ("Jo al zoo"). A la primavera YouTube va entrar en línia. No obstant això, els creadors es van adonar ràpidament que els usuaris carregaven tota classe de vídeos, deixant enrere la idea original. El tràfic es va disparar quan la gent va començar a col·locar enllaços de YouTube a les seves pàgines de MySpace. El ràpid creixement del lloc va atraure a Time Warner i Sequoia Capital, que hi van invertir. Després que, l'octubre de 2005, l'empresa Nike col·loqués un anunci protagonitzat per Ronaldinho, les grans companyies van començar a sentir-se atretes per YouTube. Només l'any 2005, Sequoia va haver d'invertir 8,5 milions de dòlars estatunidencs al lloc.

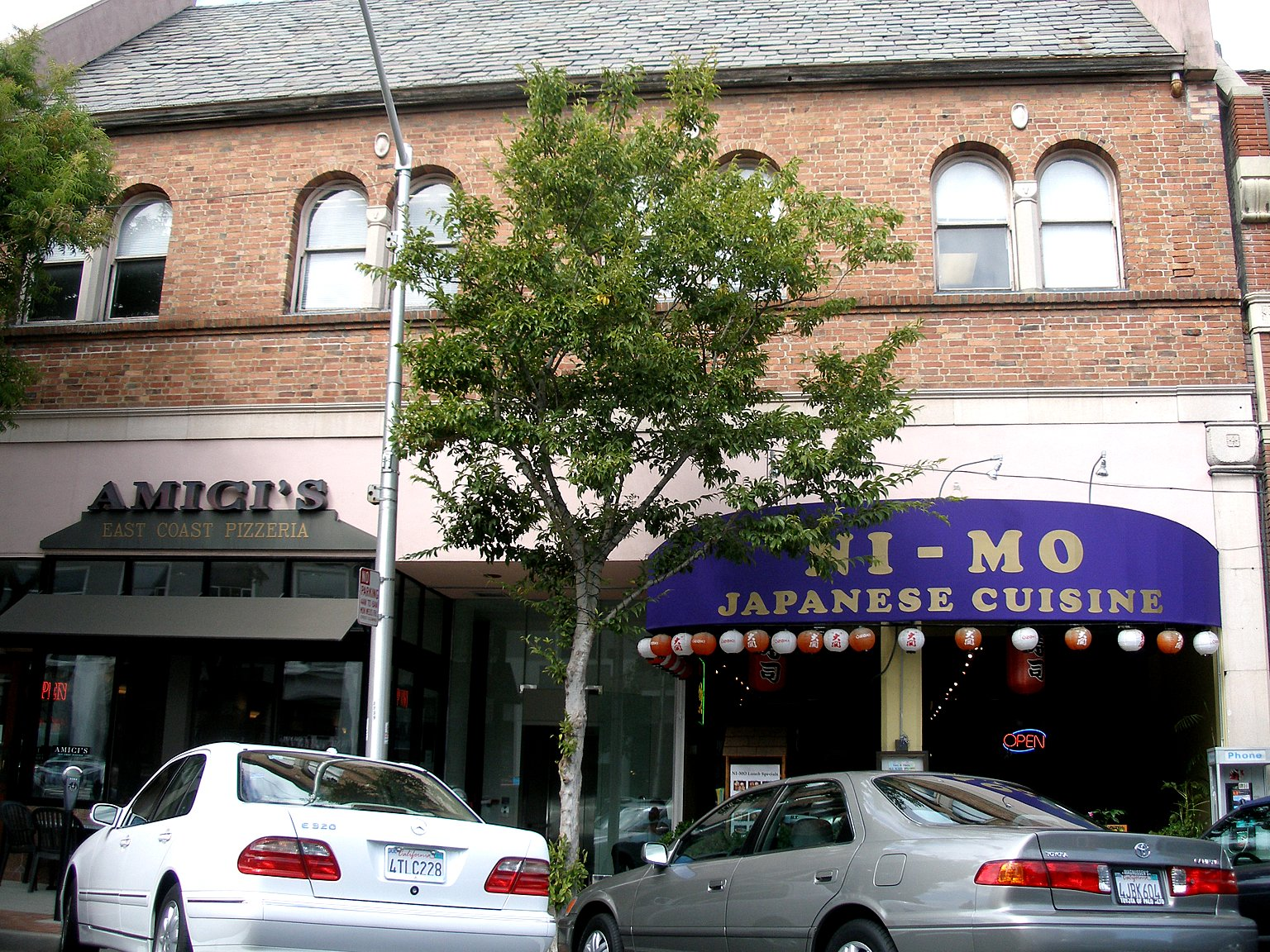
Seu original de YouTube (2a planta).

El desembre de 2005, les pàgines de YouTube eren visitades unes 50 milions de vegades al dia. No obstant això, després que el vídeo musical Lazy Sunday, transmès originalment al xou Saturday Night Live, fos carregat a YouTube, les visites es van disparar de nou fins a arribar a les 250 milions de visualitzacions diàries. El maig de 2006, segons Alexa.com, YouTube va arribar als 2.000 milions de visualitzacions per dia, i a mitjans d'agost havia arribat a la marca de 7.000 milions en diverses ocasions; a més, s'havia convertit en el desè lloc més visitat als Estats Units. En aquell moment, el New York Post va estimar que YouTube devia valer entre 600 i 1.000 milions de dòlars estatunidencs. Myspace i Google van publicar les seves pròpies versions de YouTube, sense èxit.
A l'octubre de 2006 les oficines de YouTube es mantenien al comtat de San Mateo, ubicades en el segon pis d'un edifici, i comptava amb uns 60 treballadors. Un executiu d'Universal Music Group havia anunciat feia poc que «YouTube els devia desenes de milions de dòlars», per violació de drets d'autor. Mark Cuban, cofundador de Broadcast.com, un servei de ràdio per Internet comprat per Yahoo! l'any 1999, havia declarat un mes abans que «només un beneit compraria YouTube pels potencials problemes legals als que s'hauria d'enfrontar». No obstant això, els propietaris del lloc ja s'havien compromès amb Warner Music per a millorar el servei, de forma que poguessin detectar més ràpidament quan un vídeo de la seva propietat era carregat al lloc.

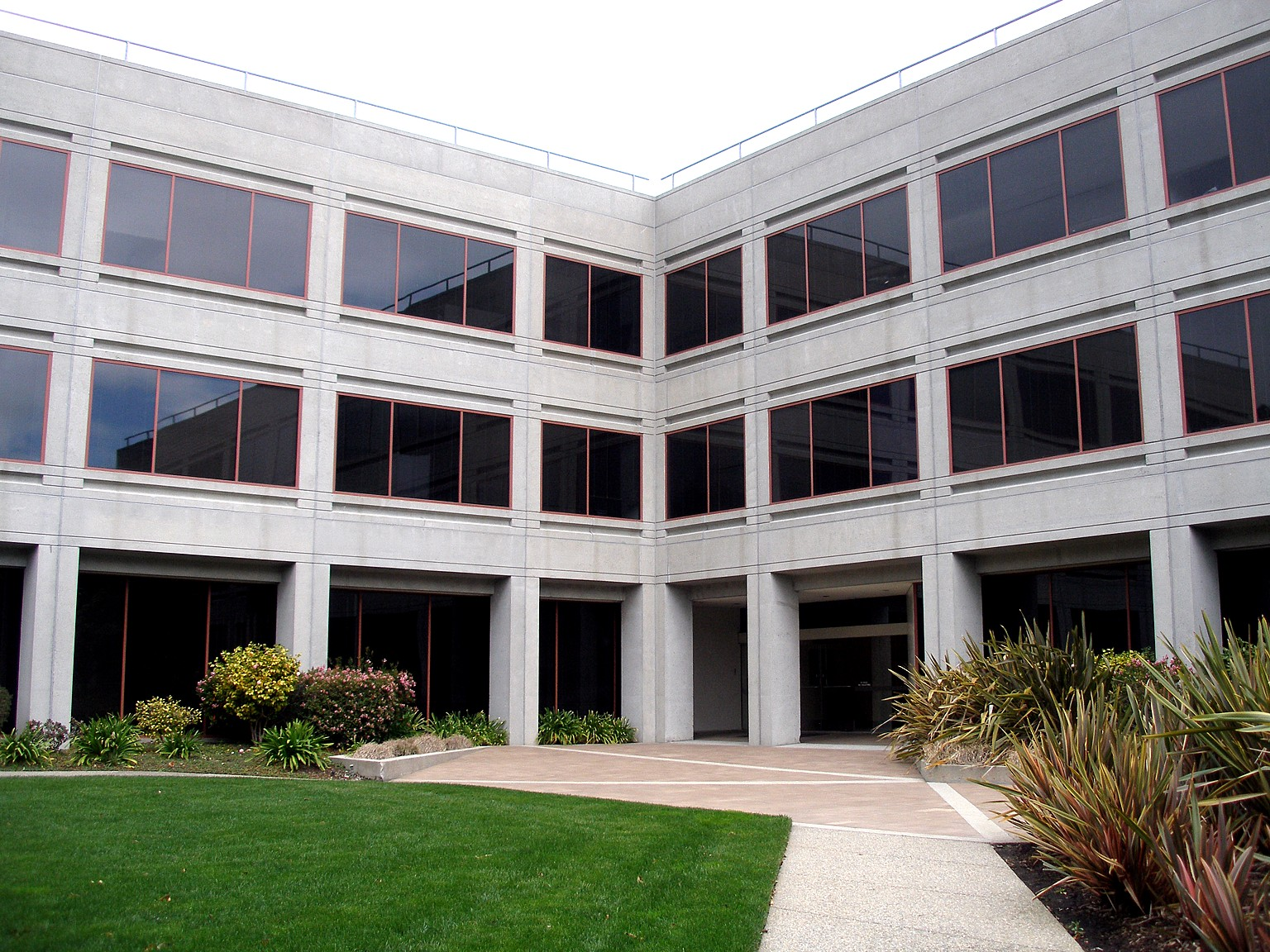
Oficines de YouTube a San Bruno (Califòrnia), després de la seva compra per Google.

A inicis de l'octubre de 2006 es va publicar una notícia al Wall Street Journal que indicava que Google compraria YouTube per 1600 milions de dòlars. Aquesta informació va ser rebutjada inicialment per YouTube i Google, que la van qualificar de rumor. Aquell mateix mes Google va comprar YouTube per 1650 milions de dòlars en accions. En el moment de la compra es visualitzaven a YouTube 100 milions de vídeos i diàriament s'hi afegien 65.000 vídeos nous. A més, unes 72 milions de persones la visitaven per mes. Hurley i Chen van mantenir els seus càrrecs, igual que els 67 treballadors que en aquell moment treballaven a l'empresa. Els dies anteriors, YouTube havia firmat dos acords amb Universal Music Group i la Columbia Broadcasting System; i Google havia firmat acords amb Sony BMG i Warner Music per a la distribució de videoclips musicals.
El juny de 2008, el 38% dels vídeos vists a Internet provenien de YouTube; el competidor més proper tan sols arribava a representar el 4%. Tot i que Google no va revelar les xifres, es va estimar que el lloc va generar 200 milions de dòlars estatunidencs aquell any. En aquest mes, un anunci a la pàgina d'inici de YouTube costava 175.000 dòlars diàriament, i el client havia de comprometre's a gastar 50.000 dòlars addicionals en anuncis a Google o en altres pàgines de YouTube. No obstant això, com que el contingut de l'àmplia majoria dels vídeos a YouTube no atreien als anunciants, els preus dels anuncis es van col·lapsar. YouTube va procedir a pressionar als estudis de cine i televisió perquè produïssin contingut audiovisual de qualitat, i els va oferir canals destacats, on podien presentar anuncis d'estrenes de pel·lícules i curtmetratges de televisió. També va arribar a col·locar anuncis abans de l'inici d'un vídeo, però després van descobrir que el 70% dels usuaris abandonava el lloc abans que aquest s'acabés.
La relació de YouTube amb les empreses productores de televisió i cine ha estat variada. Viacom continua la demanda contra YouTube per 1000 milions de dòlars, iniciada el març de 2007, per una suposada violació massiva de drets d'autor. D'altra banda, Disney va firmar al març de 2009 un acord amb YouTube, autoritzant la transmissió de vídeos curts de l'American Broadcasting Company i ESPN. Disney podria presentar anuncis a YouTube gràcies a aquest tracte. A l'abril de 2009, Google va anunciar que YouTube va firmar aliances amb alguns estudis de Hollywood perquè el lloc pogués mostrar programes de televisió i pel·lícules completes. El gener de 2010, es presenta YouTube Rentals, un servei de videoclub per Internet amb pel·lícules completes que es poden veure a l'instant pagant prèviament.
En els últims anys, Google encara no ha aconseguit convertir efectivament l'alt tràfic de YouTube en guanys; l'empresa ho ha reconegut, però s'ha negat a proporcionar les xifres. D'acord amb un article de la revista Forbes, YouTube generarà $240 milions el 2009, quedant molt per sota dels 170 milions de dòlars en costos operatius del lloc. Segons una analista de la Credit Suisse, YouTube estaria tenint pèrdues de 470 milions de dòlars estatunidencs el 2009; no obstant això, altres empreses estimen les pèrdues en 174,2 milions.

## Crítiques

### Recerca de vídeos

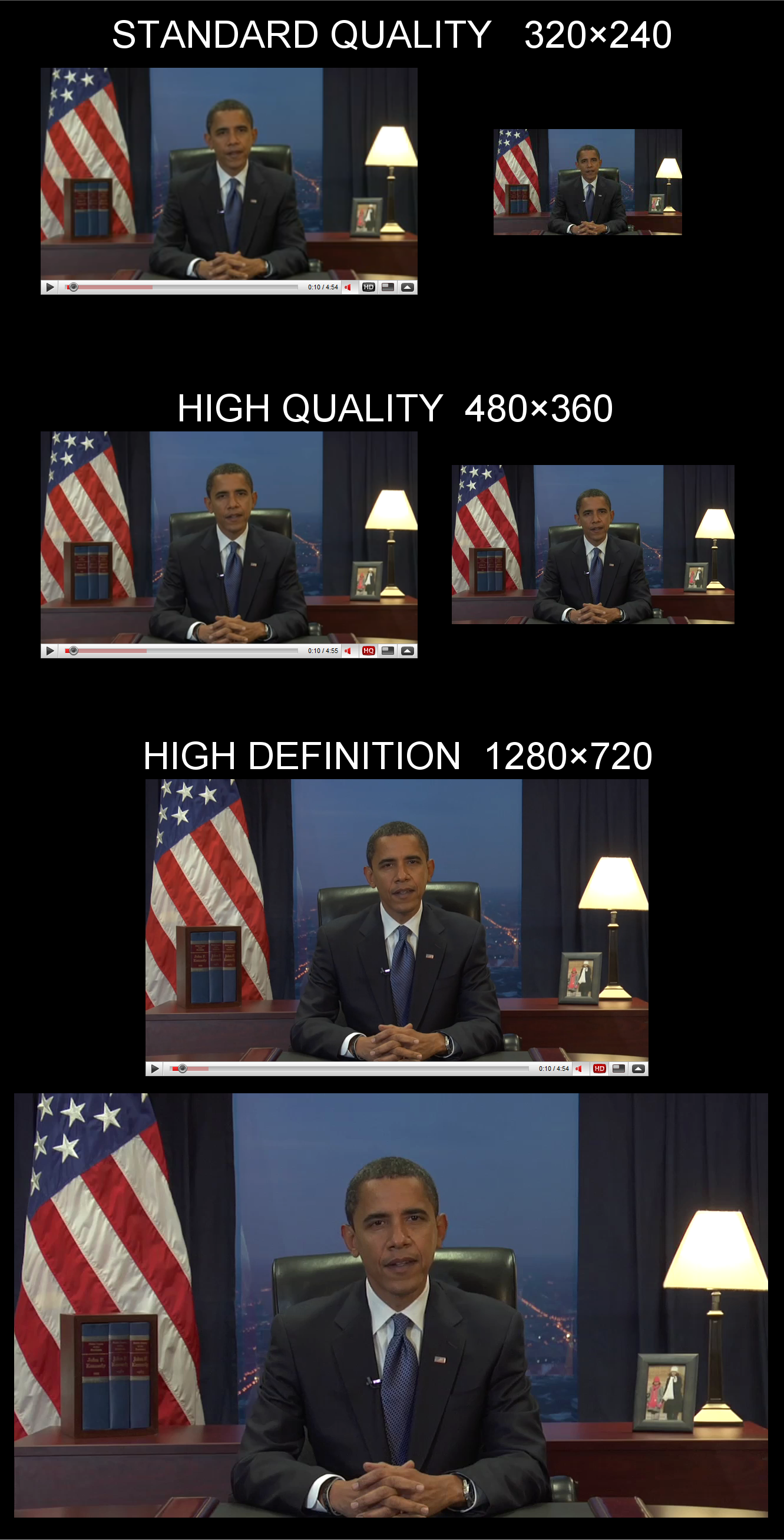
Comparació de les diferents qualitats de vídeo que ofereix YouTube.

YouTube manté una logística que permet localitzar qualsevol vídeo per mitjà de les etiquetes de metadada, títols i descripcions que els usuaris assignen als seus vídeos, però l'ús està restringit únicament als vídeos allotjats a YouTube. No obstant això, arran de la compra de YouTube per part de Google, Google Video va començar a afegir a les seves cerques als continguts de YouTube.
El juny de 2007 es va donar un important pas cap a la internacionalització del lloc, en traduir la seva interfície a diversos idiomes, inclòs el català.

### Qualitat de vídeo
A Google Video i altres llocs de vídeos hi ha queixes sobre la qualitat, i que els vídeos es pixelen (apareixen quadres de color uniforme més gran, en forma de mosaic), en gran manera a causa de l'equilibri entre qualitat d'imatge i velocitat de transmissió de dades a la xarxa. Un altre problema és que en bastants clips l'àudio i el vídeo no estan sincronitzats, encara que això depèn del format del fitxer original.
En general, tots els vídeos han d'ocupar un espai en disc no superior a 2 GB i han de tenir una durada menor o igual a 10 minuts, amb una tolerància extra de 58 segons de gravació. La totalitat dels vídeos són convertits a resolucions de 320×240 i 480×360, i a 30 fotogrames per segon, malgrat que els vídeos allotjats abans de març de 2008 només estan disponibles a la resolució més baixa. Tot i que tots els vídeos es mostren per defecte en la resolució menor, els usuaris registrats poden reproduir-los en qualitat alta ajustant-ne les preferències.
No tots els vídeos de YouTube han estat optimitzats o convertits a un format d'alta resolució, però n'hi ha un petit percentatge que sí que ho és i per a visualitzar-los cal afegir-hi el paràmetre "& fmt = 6" al final de l'adreça URL. El vídeo seguiria sent un vídeo en format FLV, però amb qualitat superior, sempre que hi hagi aquesta versió; en cas contrari només es visualitzarà la versió normal. Com a mètode alternatiu, pot afegir "& fmt = 18", paràmetre que està disponible per a gairebé tots els vídeos (en format MP4).
El 25 de novembre de 2008, YouTube va canviar la relació d'aspecte del seu reproductor de vídeo, de 4:3 a 16:9, seguint l'estàndard dels televisors LCD i de plasma, i també en concordança amb les intencions de l'empresa de transmetre pel·lícules completes en el futur. Aquest canvi d'aspecte és per a tots els vídeos, de manera que els que estan en format 4:3 es veuen amb franges negres als costats.
YouTube també ha aconseguit que alguns vídeos puguin ser visitats en qualitat "4K". La qualitat 4K és quatre vegades superior al 1080p i s'hi pot accedir marcant l'opció de "veure en original".

## Youtuber
Un youtuber és un usuari i professió del lloc web Youtube que puja i comparteix vídeos amb l'objectiu de guanyar-s'hi la vida. Guanyant popularitat normalment a través d'altres xarxes socials com Twitter, Facebook i Instagram l'estratègia és aconseguir més subscriptors i visites per arribar a guanyar uns 3.000 euros mensuals, tot i que això varia depenent del mes.
El lloc web Youtubers.cat manté una llista dels canals de YouTube que publiquen vídeos en català.

## Restricció de còpies
Per evitar còpies dels arxius de vídeo, aquests estan distribuïts en format Flash (.FLV), propietat de l'empresa Adobe Flash, que impedeix als usuaris fer còpies digitals fàcilment. Tot i així, diversos programadors han elaborat eines que permeten, sense permís de YouTube, la descàrrega dels vídeos allotjats en el lloc. Avui en dia existeix una gran infinitat d'aplicacions per baixar vídeos de YouTube, a més ja existeix una eina per a baixar vídeos en alta definició.

### Copyright
YouTube ha canviat profundament la definició de drets d'autor en vídeos, ja que abans del 2005 només s'aplicaven a música compartida per P2P. Gran part dels vídeos que els usuaris publiquen a YouTube tenen música o imatges amb copyright, però la companyia només els retira si és requerit pel propietari dels drets d'autor. Al retirar els vídeos el compte de l'usuari que els va publicar és suspesa després de rebre, si més no, tres advertències. Addicionalment, les productores de música poden demanar l'anul·lació de les pistes d'àudio dels vídeos que inclouen bandes sonores o música que no va ser llicenciada per a la seva inclusió, quedant totalment sense so.

#### Disputa amb Viacom
Un dels casos més coneguts va tenir lloc el febrer de 2007, davant l'exigència per part de Viacom, casa matriu de la cadena MTV, i els canals infantils Nickelodeon, Nick Jr, Nick Jr 2 i Noggin, de retirar del seu lloc més de 100.000 vídeos, en no poder arribar a un acord econòmic amb la companyia perquè els usuaris poguessin utilitzar el contingut de Viacom. La disputa entre les dues companyies es va agreujar el 13 de març, quan Viacom va anunciar públicament que havia demandat a YouTube i la seva propietària Google Inc. per presumpta violació dels drets d'autor per una suma que supera els 1.000 milions de dòlars en danys i perjudicis. Com a resposta, alguns usuaris de YouTube van pujar vídeos a YouTube exhortant a altres usuaris a boicotejar Viacom. Google respondre argumentant que sí que respecten els drets d'autor i que no permetrà que la demanda legal es transformi en una distracció del continu i sòlid creixement de YouTube.

#### YouTube com a plataforma publicitària
Des de maig de 2007, a YouTube van començar a aparèixer anuncis publicitaris sota el nom de l'usuari del producte que anuncia la campanya. No obstant això, el rebuig ha fet que aquesta campanya no tingui èxit, i per això a cap anunciant li ha generat ingressos.

#### Com a complement de la televisió
Alguns canals estatunidencs han creat webisodes, breus capítols de cinc minuts de durada amb una trama està relacionada amb la sèrie original de la qual es deriven, que són distribuïts exclusivament a Internet. Aquests episodis van sorgir com un mètode alternatiu després de la vaga dels guionistes per arribar a una audiència veritablement global. Un exemple d'aquests curts és Qué vida más triste, que va ser transmès després pel canal d'Espanya LaSexta.
A més s'ha comprovat que YouTube no li roba audiència a la televisió, de fet l'estimula, ja que encara que un programa no tingui èxit al seu país d'origen, és possible que a YouTube sí que en tingui, a atreure més públic de l'esperat. Això ha passat amb el programa espanyol Muchachada Nui, que ja és àmpliament conegut a Llatinoamèrica.

## Sistema de localització
El 19 de juny de 2007 el conseller delegat de Google Eric E. Schmidt va realitzar a París la publicació del nou sistema d'internacionalització i localització. La interfície del lloc està des de llavors disponible en versions per a vint-i-cinc països:
| País                 | URL            | Idioma                                 | Data de llançament     |
| -------------------- | -------------- | -------------------------------------- | ---------------------- |
| Alemanya             | de.youtube.com | alemany                                | 8 de novembre de 2007  |
| Aràbia Saudita       | sa.youtube.com | àrab                                   | 9 de març de 2011      |
| Algèria              | dz.youtube.com | àrab i francès                         | 9 de març de 2011      |
| Argentina            | ar.youtube.com | castellà argentí                       | 8 de setembre 2010     |
| Austràlia            | au.youtube.com | anglès australià                       | 22 d'octubre 2007      |
| Àustria              | at.youtube.com | alemany                                | 29 de març de 2013     |
| Bèlgica              | be.youtube.com | francès i neerlandès                   | 16 de novembre de 2011 |
| Brasil               | br.youtube.com | portuguès del Brasil                   | 19 de juny de 2007     |
| Canadà               | ca.youtube.com | anglès del Canadà i francès del Canadà | 6 de novembre de 2007  |
| Colòmbia             | co.youtube.com | castellà colombià                      | 30 de novembre de 2011 |
| Corea del Sud        | kr.youtube.com | coreà                                  | 23 de gener de 2008    |
| França               | fr.youtube.com | francès, català                        | 19 de juny de 2007     |
| Egipte               | eg.youtube.com | àrab                                   | 9 de març de 2011      |
| Emirats Àrabs Units  | ae.youtube.com | anglès britànic                        | 29 de març de 2012     |
| Equador              | ec.youtube.com | castellà                               | 1 de desembre de 2011  |
| Espanya              | es.youtube.com | castellà, català, gallec, basc         | 19 de juny de 2007     |
| Filipines            | ph.youtube.com | filipí i anglès                        | 13 d'octubre de 2011   |
| Finlàndia            | fi.youtube.com | finès i suec                           | 12 novembre de 2008    |
| Ghana                | gh.youtube.com | anglès                                 | 5 de juny de 2012      |
| Grècia               | gr.youtube.com | grec                                   | 1 de maig de 2012      |
| Hong Kong            | hk.youtube.com | xinès tradicional                      | 17 d'octubre de 2007   |
| Hongria              | hu.youtube.com | hongarès                               | 29 de febrer de 2012   |
| Iemen                | ye.youtube.com | àrab                                   | 9 de març de 2011      |
| Israel               | il.youtube.com | hebreu                                 | 16 de setembre de 2008 |
| Índia                | in.youtube.com | anglés de l'Índia                      | 7 de maig de 2008      |
| Indonèsia            | id.youtube.com | anglès i indonesi                      | 17 de maig de 2012     |
| Irlanda              | ie.youtube.com | anglés d'Irlanda                       | 19 de juny de 2007     |
| Itàlia               | it.youtube.com | italià                                 | 19 de juny de 2007     |
| Japó                 | jp.youtube.com | japonès                                | 19 de juny de 2007     |
| Jordània             | jo.youtube.com | àrab                                   | 9 de març de 2011      |
| Kenya                | ke.youtube.com | suahili i anglès                       | 1 de setembre de 2011  |
| Líbia                | ly.youtube.com | àrab                                   | 1 de febrer de 2015    |
| Malàisia             | my.youtube.com | anglès i malai                         | 22 de març de 2012     |
| Marroc               | ma.youtube.com | àrab i francès                         | 9 de març de 2011      |
| Mauritània           | mr.youtube.com | àrab i francès                         | 9 de març de 2011      |
| Mèxic                | mx.youtube.com | castellà mexicà                        | 11 d'octubre de 2007   |
| Nigèria              | ng.youtube.com | anglès                                 | 7 de desembre de 2011  |
| Països Baixos        | nl.youtube.com | holandès                               | 19 de juny de 2007     |
| Nova Zelanda         | nz.youtube.com | anglès neozelandés                     | 22 d'octubre de 2007   |
| Perú                 | pe.youtube.com | castellà peruà                         | 25 de març de 2012     |
| Polònia              | pl.youtube.com | polonès                                | 19 de juny de 2007     |
| Portugal             | pt.youtube.com | portuguès                              | 7 de maig de 2008      |
| Regne Unit           | uk.youtube.com | anglès britànic                        | 19 de juny de 2007     |
| Txèquia              | cz.youtube.com | txec                                   | 9 d'octubre de 2008    |
| Rússia               | ru.youtube.com | rus                                    | 13 de novembre de 2007 |
| Senegal              | sn.youtube.com | francès                                | 4 de juliol de 2012    |
| Singapur             | sg.youtube.com | anglès                                 | 20 d'octubre de 2011   |
| Sud-àfrica           | za.youtube.com | anglès                                 | 17 de maig de 2010     |
| Suècia               | se.youtube.com | suec                                   | 22 d'octubre de 2007   |
| República de la Xina | tw.youtube.com | xinès tradicional                      | 18 d'octubre de 2007   |
| Tunísia              | tn.youtube.com | àrab i francès                         | 9 de març de 2011      |
| Turquia              | tr.youtube.com | turc                                   | 1 d'octubre de 2012    |
| Uganda               | ug.youtube.com | anglés                                 | 2 de desembre de 2011  |
| Ucraïna              | ua.youtube.com | ucraïnès                               | 13 de desembre de 2012 |
| Veneçuela            | ve.youtube.com | castellà                               | 13 de desembre de 2012 |
| Xile                 | www.youtube.cl | castellà                               | 15 de gener de 2012    |
| R.P. de la Xina      | cn.youtube.com | xinès tradicional                      | 17 d'octubre de 2007   |

La interfície de YouTube suggereix quina versió hauria de triar-se basant-se en l'adreça IP de l'usuari. Hi ha alguns vídeos que no estan disponibles en certs països a causa de les restriccions de drets d'autor o per incloure contingut inadequat.

## Controvèrsies

### Vídeos virals
Una altra característica del portal és que s'ha ostentat com a plataforma principal per a la difusió de vídeos virals. Aquests es refereixen a una infinitat de vídeos, ja siguin extrets de diversos mitjans com la televisió, vídeos de promoció musical o videoaficionats, als quals particularment el públic expectant troba alguna característica generalment còmica, per la qual cosa comencen a difondre-les a través de blocs o altres xarxes socials per tal que siguin vists per més gent. La majoria d'aquests vídeos són molts totalment espontanis i no van ser fets amb l'objectiu original de ser vídeos virals, ni tampoc per a finalitats de lucre posterior. Són els mateixos espectadors els que fan que aquests tinguin aquest comportament de difusió a la xarxa.
Un exemple és la fama obtinguda per una maquilladora de la televisió peruana anomenada Judith Bustos, coneguda com "La tigressa de l'orient", que amb l'exposició d'un videoclip "Nou alba" va ser un vídeo viral que va respondre a una infinitat de reaccions diverses. Entre elles va considerar la seva presentació com un camp o també un kitsch, això pel fet que la petita empresa que el va produir, "Èxits del món", que va sorgir de la fallida de tota la indústria fonogràfica del Perú a mitjans dels 90, comptava amb recursos limitats per a la seva producció, no utilitzant els que generalment té una companyia de televisió. Un exemple similar i que generalment caracteritza a un vídeo viral és el que representa l'actor indi Chiranjeevi, que durant el 1985 filma una escena en què utilitza elements semblants al videoclip «Thriller» de Michael Jackson, que en si no va ser una paròdia sinó una expressió de la popularitat del cantant estatunidencs a la comunitat índia plasmada en una pel·lícula. El que ho va fer vídeo viral va ser l'extracció d'aquesta escena de la pel·lícula per a la qual va ser feta i la seva posterior exhibició a YouTube, el que espectadors de tot el món van percebre com una paròdia, sent que no ho era. L'impacte d'un vídeo viral és totalment incert i amb diversos destinacions, però arriba a ser tal que dona peu a crear tota mena de paròdies fins i tot fetes pels canals de televisió nacional del món, arribant també al lucre, això també fins i tot és reflectit en la publicitat d'alguns països. Hi ha algunes excepcions on alguns vídeo són editats amb el propòsit de ser un vídeo viral.

### Usos col·laterals no esperats
El servei del lloc també ha estat utilitzat pel crim organitzat, principalment pels càrtels del narcotràfic, per mostrar el seu arsenal i poder. Aquests vídeos són musicats amb corridos , que contenen lletres relacionades amb els capos del narcotràfic. A més, aquestes organitzacions criminals han publicat imatges de cadàvers i decapitacions de bandes rivals sense censura, per augmentar l'impacte mediàtic i atemorir els seus rivals, encara que els vídeos són retirats immediatament pels administradors. Un cas inèdit es va donar durant el segrest del ramader mexicà Luis Fierro, de l'estat mexicà de Guerrero. Un vídeo gravat pels seus captors va ser allotjat a YouTube, però el seu accés va ser restringit amb una clau. En el vídeo es mostrava l'agonia i súplica del segrestat pel pagament del rescat. D'aquesta manera, es mostrava una altra vessant en l'ús de tecnologies pel crim organitzat.
YouTube també va servir per allotjar un vídeo filmat pel coreà Cho Seung-hui, que contenia discurs seu. Aquest vídeo fou penjat poc abans que Cho executés la matança a Virgínia Tech als Estats Units.
El servei de YouTube té una eina de denúncia per infraccions que incompleixin les condicions d'ús. Entre aquestes destaca la prohibició d'allotjar material que promogui el "odi racial" i el "discurs d'incitació a l'odi". D'aquesta manera, els usuaris poden enviar una sol·licitud de revisió al vídeo en qüestió, així com crítiques i comentaris d'aquest, perquè siguin avaluats, i de procedir, siguin retirats.

### Protecció infantil
A partir del 2017, hi va haver un augment significatiu del nombre de vídeos relacionats amb infants, juntament amb la popularitat dels pares que feien vlogs sobre les activitats de la seva família, i altres creadors de contingut que es van allunyar del contingut que sovint es criticava o es desmonetitzava per centrar-se en material adequat per a famílies. El 2017, YouTube va informar que el temps en què es visualitzaven vloggers familiars havia augmentat un 90%. No obstant això, a causa de l'augment de vídeos amb nens, el lloc va començar a enfrontar-se a diverses controvèrsies relacionades amb la seguretat infantil. Alguns canals familiars opoulars com FamilyOFive o Fantastic Adventures van ser investigats per acusacions d'abús infantil, i els seus vídeos van ser suprimits posteriorment..
Més tard, en aquell mateix any, YouTube va ser criticat per mostrar vídeos inadequats dirigits a nens i que sovint presentaven personatges populars en situacions violentes, sexuals o pertorbadores, molts dels quals van aparèixer a YouTube Kids i van atraure milions de visualitzacions. El terme "Elsagate" va ser encunyat a Internet i després utilitzat per diversos mitjans de comunicació per referir-se a aquesta controvèrsia. L'11 de novembre de 2017, YouTube va anunciar que reforçaria la seguretat del lloc per protegir els nens del contingut inadequat. Més tard, en aquest mateix mes, la companyia va començar a suprimir massivament vídeos i canals que feien un ús indegut de personatges familiars. Com a preocupació més àmplia sobre la seguretat dels nens a YouTube, l'onada de supressions també es va orientar als canals que mostraven nens que participaven en activitats inadequades o perilloses sota la guia d'adults.
El sistema de YouTube, fins i tot, permet l'anonimat de qui penja vídeos de contingut que sembla dirigit a nens i que només té contingut adequat per a nens. En el passat YouTube ha hagut d'eliminar els canals amb contingut infantil que, després de popularitzar-se, inclouen de sobte contingut inadequat emmascarat com a contingut infantil. Alguns dels programes infantils més vistos a YouTube provenen de canals que no tenen propietaris identificables, cosa que genera inquietuds sobre les intencions i finalitats. La dificultat per identificar qui opera aquests canals "s'afegeix a la falta de responsabilitat", segons Josh Golin de la Campanya per a una infància sense comerç. La consultora educativa Renée Chernow-O'Leary va trobar que els vídeos estaven dissenyats per entretenir sense cap intenció educar, cosa que fa que els crítics i els pares estiguin preocupats perquè els seus fills quedin massa encantats pel contingut d'aquests canals.
El gener de 2019, YouTube va prohibir oficialment els vídeos que contenien "desafiaments que fomenten actes que tenen un risc inherent de danys físics greus" (com, per exemple, el Tide Pod Challenge, un desafiament on la persona que el duia a terme havia d'ingerir una o més unitats del detergent de roba Tide POD), i vídeos amb bromes que "fan creure a les víctimes que tenen risc de perill físic" o causar angoixa emocional en els nens.
Sexualització infantil
El novembre de 2017, es va revelar als mitjans que molts vídeos on sortien nens, sovint penjats pels mateixos menors, i que mostren contingut innocent com els nens jugant amb joguines o fent gimnàstica, atreien comentaris de pedòfils, i que els predadors trobaven els vídeos a través de llistes de reproducció privades de YouTube o escrivint certes paraules clau en rus. Altres vídeos centrats en els nens penjats originalment a YouTube van començar a propagar-se per la dark web i es van penjar en fòrums coneguts per ser utilitzats per pedòfils.
Com a resultat de la controvèrsia, que es va afegir a la preocupació per "elsagate", diversos anunciants importants que havien publicat anuncis contra aquests vídeos van deixar d'aportar diners a YouTube. El desembre de 2018, The Times va trobar més de 100 casos de preparació en què els nens eren manipulats per a exhibir comportaments sexualment implícits (com ara treure roba, adoptar actituds sexualitzades i tocar altres nens de manera inadequada) per desconeguts. Després que un periodista assenyalés els vídeos en qüestió, se'n van retirar la meitat i la resta es va esborrar després que The Times contactés el departament de relacions públiques de YouTube.
El febrer de 2019, el vlogger de YouTube Matt Watson va identificar un "forat de cuc" que provocaria que l'algoritme de recomanació de YouTube atragués els usuaris a aquest tipus de contingut de vídeo i fes que tot el contingut recomanat per aquest usuari inclogués només aquest tipus de vídeos. La majoria d'aquests vídeos tenien comentaris de predadors sexuals que comentaven marques de temps del vídeo de quan es mostrava als nens en posicions compromeses o fent comentaris indecents. En alguns casos, altres usuaris havien tornat a penjar el vídeo en forma no llistada, però amb enllaços entrants d'altres vídeos, i després els van monetitzar, propagant aquesta xarxa. Arran de la polèmica, el servei va informar que havien esborrat més de 400 canals i desenes de milions de comentaris i van informar els usuaris que ofenien la policia i el Centre Nacional per a Nens Desapareguts i Explotats dels Estats Units. Un portaveu va explicar que "és desagradable qualsevol contingut (inclosos els comentaris) que posi en perill els menors i tenim polítiques clares que ho prohibeixen a YouTube. Hi ha molt més a fer i continuem treballant per millorar i detectar els abusos més ràpidament". Tot i aquestes mesures, AT&T, Disney, el Dr. Oetker, Epic Games i Nestlé van retirar la seva publicitat de YouTube.
Posteriorment, YouTube va començar a desmonetitzar i bloquejar la publicitat en els tipus de vídeos que havien atret aquests comentaris predatoris. El servei va explicar que es tractava d'una mesura temporal mentre exploraven altres mètodes per eliminar el problema. YouTube també va començar a assenyalar canals que principalment inclouen nens i a desactivar preventivament les seves seccions de comentaris. Els "socis de confiança" poden sol·licitar que es tornin a activar els comentaris, però llavors el canal es farà responsable de moderar els comentaris. Aquestes accions es dirigeixen principalment a vídeos d'infants petits, però també es podrien protegir els vídeos de nens més grans i adolescents si contenen accions que es poden interpretar com a sexuals, com ara gimnàstica. YouTube va declarar que també treballava en un sistema millor per eliminar comentaris en altres canals que coincidissin amb l'estil dels depredadors infantils.
Un intent de marcar algorítmicament els vídeos que contenen referències a la cadena "CP" (una abreviatura de "Child Pornography", pornografia infantil) va donar lloc a una sèrie de falsos positius el tema dels quals no estava relacionat amb pornografia infantil, però que utilitzaven la mateixa abreviatura, inclosos els vídeos relacionats amb el videojoc mòbil Pokémon Go (que utilitza "CP" com a abreviatura de l'estadística "Combat Power") i Club Penguin. YouTube es va disculpar pels errors i va restablir els vídeos afectats. Per separat, trols d'internet han intentat que alguns vídeos es marquin per ser retirats o retirar-los comentant afirmacions similars al que havien dit els predadors; aquesta activitat es va convertir en un problema durant la rivalitat entre la PewDiePie i T-Series a principis del 2019. YouTube va declarar que no prenen mesures en cap vídeo amb aquests comentaris, sinó aquells que han marcat perquè probablement atrauran l'activitat dels depredadors infantils.
El juny de 2019, The New York Times va citar investigadors que havien trobat que els usuaris que miraven vídeos eròtics podrien ser recomanats vídeos aparentment innocus de nens. Com a resultat, el senador Josh Hawley va declarar els seus plans per introduir una legislació federal que prohibís a YouTube, i altres webs que compartissin vídeos, incloguessin vídeos on predominen menors com a vídeos "recomanats", a excepció dels que són "produïts professionalment", com ara vídeos d'espectacles de talent televisats. YouTube ha suggerit possibles plans per eliminar tots els vídeos amb nens del lloc web principal de YouTube i transferir-los a YouTube Kids, on tindrien un control més fort sobre el sistema de recomanacions, així com altres canvis importants al lloc principal de YouTube a la funció recomanada i al sistema de reproducció automàtica.